# Serieåret 1901

## Födda
- 9 januari - Chic Young (död 1973), amerikansk serieskapare, känd för Blondie.
- 24 mars - Ub Iwerks (död 1971), amerikansk animatör och serietecknare.
- 27 mars - Carl Barks (död 2000), amerikansk serietecknare.
- 29 mars - Andrija Maurović (död 1981), kroatisk/jugoslavisk serieskapare.
- 22 november - Roy Crane (död 1977, amerikansk serieskapare.
- 5 december - Walt Disney (död 1966), amerikansk animatör, grundare av Disney-företaget.
- 25 december - Stephen Slesinger (död 1953), amerikansk serieförläggare och filmproducent, skapare av bland annat King vid gränspolisen.

## Avlidna
- 27 maj - Fritz von Dardel, schweiziskbördig svensk tecknare och seriepionjär.